# Цернуннос

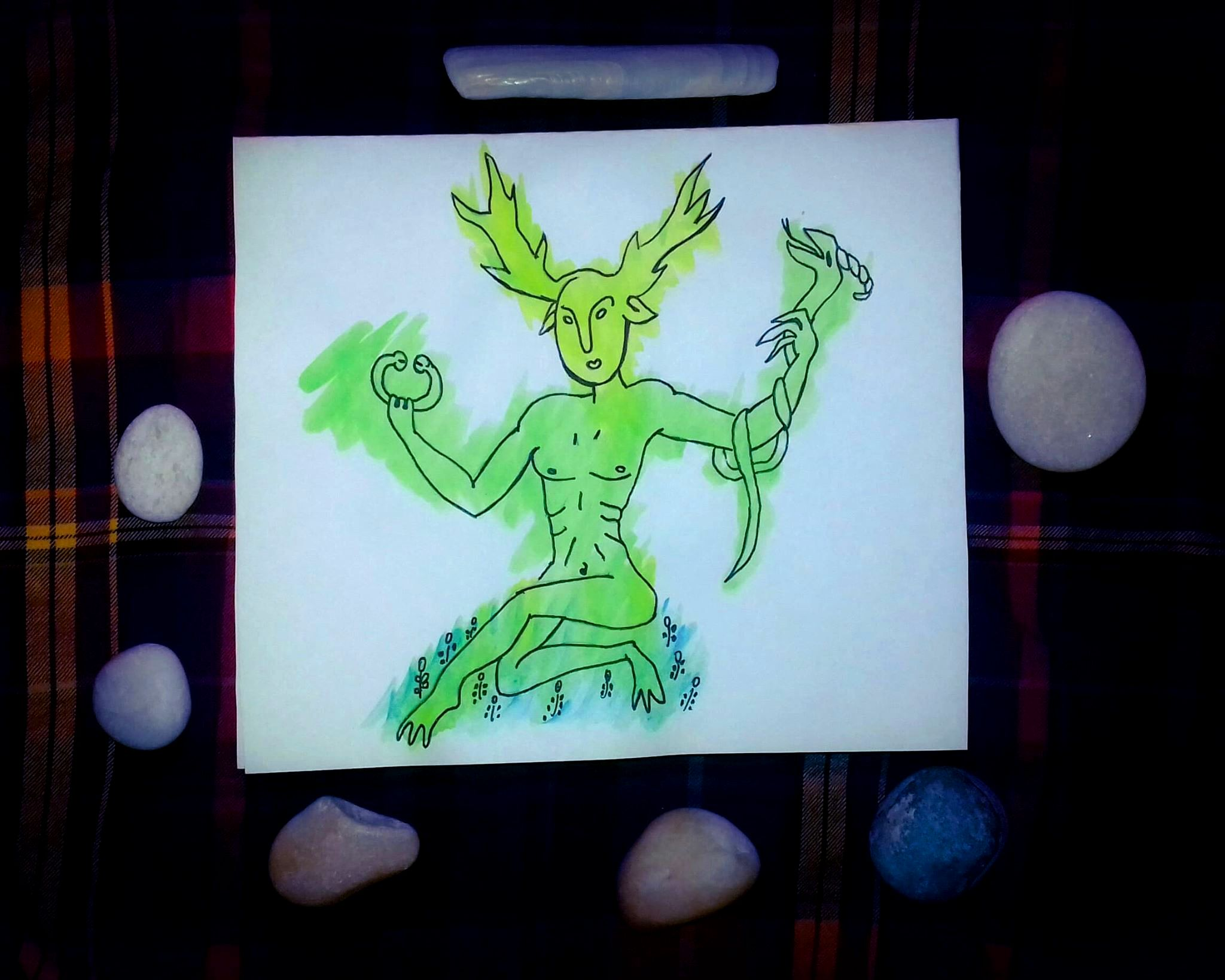
Сучасне зображення Цернунноса.

Цернуннос (варіанти імені: Кернуннос, Кернунн, Сернуннос) – кельтське божество, що ймовірно було пов'язане із культом родючості, життям, тваринами, багатством і підземним світом.

## Іконографія
Відомо про більш ніж півсотні зображень римської доби, що пов’язані із Цернунносом. Більша їхня частина походить з північно-східних теренів Франції . Переважно зображується як людина із рогами оленя на голові. Він сидить у «буддійській позі» зі схрещеними ногами. В одній руці тримає змію, а в іншій – гривну.  Часом поруч із ним відтворюють образи тварин (олень, бик, пес, щур тощо).

## Ім’я
Одне з найбільш знакових образів Цернунноса відтворено на так званому «стовпі човнів». Це римська колона, що була споруджена в 1 ст. н. е. в Лютеції гільдією човнярів на честь Юпітера. Монумент містить латинський текст із деякими рисами галльської мови. На ньому зазначені імена імператора Тіберія Цезаря Августа, верховного божества римлян та назви й зображення інших язичницьких богів. Саме завдяки цій знахідці і стало відома ім’я Цернунноса. Воно позначене як «(C)ernunnos». Його інтерпретують беручи до уваги дві складові:  лат. torquēs – «гривна» і галльське carnon, др.-ірл. corn, лат. cornū – «ріг».

## Складнощі вивчення
Однією з головних проблем у вивченні культу Цернунноса є те, що кельти не залишили після себе письмових документів. Опис їхніх божеств зустрічається у римських джерелах, однак часто оригінальні імена там замінені представниками римського пантеону. До того ж в Англії існувало шість різних кельтських пантеонів, а це створює чималу плутанину для науковців. Найбільш відомий – «Племена богині Дану». Саме йому і належало це рогате божество. Вважають, що воно було володарем підземного царства й пов'язувалося з циклами помирання та воскресіння природи. Інколи Цернуннос ототожнювався з богом рослинності Єзусом, жертви якому вішалися на дерева. Також існує припущення, що обидва божества були різними втіленнями одного бога.

## Витоки образу
Археолог Джон Грем Дуглас Кларк звернув увагу на одну із знахідок в Стар-Каррі – археологічному пам'ятнику доби раннього мезоліту в Північному Йоркширі, Англія. На його думку верхні частини черепів благородного оленя із залишками рогів і просвердленими отворами, були пристосовані для ношення на голові. Він висунув дві гіпотези щодо призначення таких масок. Ці артефакти могли бути задіяні у полюванні і у ритуальних танцях. Враховуючи те, що при похованні і чоловіків, і жінок використовувалися оленячі роги науковець припустив, що початковою метою обрядів було забезпечення плодючості, адже первісна людина могла пов’язати зростання рогів з сексуальними циклами і визнати роги як могутній ресурс плодотворної енергії .
Ще одна важлива знахідка була зафіксована в печері Труа-Фрер на південному заході Франції, що зберігає малюнки створені близько 13000 років до н. е. Так званий «Чаклун» – це  синкретичне зображення, що поєднує людську поставу, звіриний лик, великі оленячі роги, кінський хвіст, ведмежі лапи і підкреслений знак чоловічої статі. Згідно однієї з інтерпретації тут відтворений образ шамана, який виконує обряд плодючості. За іншою версією антропозооморфна істота є втіленням тотемного предка. На думку української науковиці Наталії Михайлової, це міфічна істота, предок, медіатор між світами, покровитель тварин та людей. І можливо саме цей образ став прототипом рогатого бога Цернунноса.
Також дослідниця  зазначає: образ оленя, як символу життя, плодючості і царської влади надзвичайно поширений у добу бронзи та заліза на території Європи та Малої Азії. Набуває популярності образ людини з оленячими рогами – прототип Цернунноса, який зайняв важливе місце у пантеоні того часу. Так само розвивається у часи неоліту, доби бронзи та заліза ідея оленя-медіатора, що підтверджується похованнями у людських могильниках оленів. Відгомін цієї традиції зустрічається у зображенні оленів на надгробках в середньовічних похованнях.

## Неоязичництво
У вікканських віруваннях центральне місце посідають культи рівновеликих протилежностей Рогатого Бога і Триєдиної Богині, яких вважають частинами вищого Божества. Рогатому Богу приписують сексуальність, агресію, несамовитість, пристрасть до полювання. Його називають різними іменами, серед них: Цернуннос, Пан, Ато й Карнайна. Вікканці вірять, що він також може проявляти себе як Зелена Людина, Сонячний Бог, Дубовий Король і Король Гостролист .
Ці культи наділяють його такими епітетами: Великий Мисливець, Лісовий Господар, Король За межею, Бог родючості в багатьох ликах і під багатьма іменами, Хранитель Світового Древа. Його роги втілюють гілки древа, а кожен їхній відросток – початок нового життя. Торквес (гривна), який він тримає в правиці – символ влади Короля. Рогата змія, що в його лівій руці, - символ чоловічої родючої сили з одного боку, і символ народження нового життя через скидання, відмирання колишньої шкури – з іншого, а отрута змії може стати як смертельною небезпекою, так і засобом зцілення .
Неоязичництво проводить аналогії між Цернунносом, давньогрецьким Діонісом, слов’янським Велесом  і Чорнобогом , представниками демонології на штиб лісовиків, Святим Юрієм  тощо. При цьому зазначається, що він – квінтесенція життя і природи, символ вітальності, котра з приходом осені набирає темних барв і засинає до наступної весни.

## В сучасній культурі
Образ Цернунноса популярний в літературі фентезі.
Американська письменниця Меггі Стівотер в романі «Балада» відтворює його як «Короля Мертвих» і отця народу фейрі.
Російські письменники, що виступають під псевдонімами Крістофер Грант і Наталі О'Найт в епопеї «Скрижаль Ізгоїв»  (в межах циклу про Конана-Варвара) зображують Цернунноса як древнього валузійського звіробога, якого випадково розбудив від столітнього сну принц Нумедідес і той покарав його, наславши божевілля.
На підтримку проекту «Місяць Миколи Вінграновського» Олесь Барліг написав п'єсу «Більше ніж можна», що містить алюзію на вірш поета «Кохана». Персонажами твору виступають відьми та Цернуннос. П'єса увійшла у 2017 році до збірки «Звірі подивляться замість тебе» виданої у видавництві Крок.